# Station Yoshinoguchi
Station Yoshinoguchi (吉野口駅, Yoshinoguchi-eki) is een spoorwegstation in de Japanse stad Gose. Het wordt aangedaan door de Wakayama-lijn (JR) en de Yoshino-lijn (Kintetsu). Het station heeft vijf sporen, gelegen aan twee eilandperrons en een enkel zijperron. De spoorwegmaatschappijen hebben elk hun eigen perrons. 

## Lijnen

### Kintetsu
| 1 | ■ Yoshino-lijn | richting Shimoichiguchi en Yoshino              |
| 2 | ■ Yoshino-lijn | richting Kashiharajingū-mae en Ōsaka Abenobashi |

### JR West
| 3   | ■ Wakayama-lijn | richting Gojō en Wakayama |
| 4,5 | ■ Wakayama-lijn | richting Takada en Ōji    |

## Geschiedenis
Het station werd in 1896 onder de naam Kuzu (niet te verwarren met het nabijgelegen station Kuzu aan de Kintetsu Yoshino-lijn) geopend en in 1903 kreeg het de huidige naam. Sinds 1912 is het station verbonden met de voorloper van de Yoshino-lijn. 

## Stationsomgeving
- Autoweg 309
- Nara Royal Golf Club
- Akitsuhara Golf Club

(Yamatoji-lijn<<) Ōji · Hatakeda · Shizumi · Kashiba · JR Goidō · Takada · (>>Sakurai-lijn) · Yamato-Shinjō · Gose · Tamade · Wakigami · Yoshinoguchi · Kitauchi · Gojō · Yamato-Futami · Suda · Shimohyōgo · Hashimoto · Kii-Yamada · Kōyaguchi · Nakaiburi · Myōji · Ōtani · Kaseda · Nishi-Kaseda · Nate · Kokawa · Kii-Nagata · Uchita · Shimoisaka · Iwade · Funato · Kii-Ogura · Hoshiya · Senda · Tainose · Wakayama